# Приходят соседи
Приходят соседи (англ. Here Comes the Neighborhood) — эпизод 512 (№ 77) сериала «Южный Парк», его премьера состоялась 28 ноября 2001 года.

## Сюжет
Эпизод начинается со сцены в классной комнате — дети сдают проекты. Баттерс со своим мини-вулканом получает «зачёт», Картман — «незачёт», так как он только что склеил карандаш с ручкой, а Токен — «зачёт с плюсом» за его грамотно оформленный доклад на видеопроекторе. Картмана это бесит и он начинает издеваться над Токеном потому, что он богатый. Сам Токен, придя домой, спрашивает родителей, почему они такие богатые. Недовольный таким положением, он просит, чтобы семья закупалась не в модных магазинах, а как весь город — в супермаркете. Приехав в супермаркет, они отдают ключи от машины первому встречному, приняв его за парковщика, и входят внутрь. Их узнают Рэнди и Шерон Марш, Шейла Брофловски и Лиэн Картман. Видя, что им здесь не рады, семья Блэков уходит. Токен приходит к Картману домой и застаёт играющих одноклассников — Эрика, Кайла, Стэна, Кенни, Твика, Крэйга и Клайда. Те смеются над ним, ведь он принёс не видеокассету, а DVD-диск с фильмом — никто не сможет его просмотреть. Токен, отчаявшись, пишет в журнал Forbes заметку о тихом и уютном городке в горах, на что клюют многие чернокожие знаменитости — в частности, Уилл Смит и Снуп Догг. Но поняв, что они играют в совсем другие игры (поло и пр.), Токен уходит от них — он видит, как счастливы его друзья, пиная друг друга по яйцам и играя в снежки. Вскоре, компания из бара пытается выгнать богачей из дома — сначала поджигает крест в виде буквы «Т» во дворе одного из домов, а затем наряжается в простыни, изображая привидения. Тем временем, все богатые в городе объединяются, позвав с собой Шефа. Тот поначалу отказывается, мотивируя тем, что он бедный, как и все, но богачи предлагают ему 100  долларов, и он идёт протестовать. Мужчины города, напялив на себя мантии, пугают всех богатых на главной площади. Однако никто, включая их самих не осознает что их наряды — наряды ККК, все принимают их за призраков. В конце серии Токена всё же берут назад в компанию одноклассников играть в футбол, обещая, что больше не будут дразнить его из-за богатства — ведь он от этого хнычет, а значит нужно его дразнить «девчонка», «плакса» и «нюня». Гаррисон и компания выгоняют последних богатеев из города, не взяв при этом богатства — иначе они стали бы такими же богатыми. В конце Герберт говорит: «Ничего, зато хотя бы избавились от этих чернож…» — начинаются титры.

## Смерть Кенни
- В конце эпизода Токен видит ребят, везущих труп Кенни на санках. Эта смерть никак не объясняется, что вызвано тем, что Паркеру и Стоуну надоело каждый раз придумывать очередное убийство Кенни[1]. Эта сцена была сделана одной из последних в серии[1]. Хотя возможно он погиб от удара по яйцам — игры, в которую они играли в середине эпизода.

## Пародии
- Лев Аслан из зоопарка — это отсылка к книге Клайва Стэйплза Льюиса «Хроники Нарнии». В ней лев с тем же именем был создателем и повелителем одного из параллельных миров.
- Когда Уилл Смит говорит по телефону со Снуп Доггом, сзади него висит постер фильма «Guys in Black Suits» (англ. «Парни в чёрных костюмах»). Это отсылка к фильму «Люди в чёрном», где Уилл Смит играл главную роль.
- В этой серии мораль рода «Сегодня я многое понял» подводит сам Токен.
- Сегрегация богачей в эпизоде является отсылкой к имевшей место сегрегации негров в США (раздельные места в транспорте и пр.). Также горящая буква «Т» напоминает горящий крест — символ Ку-клукс-клана, а костюмы призраков — одежду участников этой организации, известной своей нетерпимостью к чернокожим.
- В начале серии Эрик Картман говорит Мисс Заглотник «Ты у меня своих родителей сожрёшь!» — это отсылка к эпизоду «Скотт Тенорман должен умереть».